# 神戸大学院生リンチ殺人事件
神戸大学院生リンチ殺人事件（こうべ だいがくいんせいリンチさつじんじけん）は、2002年（平成14年）3月4日、日本の兵庫県神戸市西区で発生した殺人事件。
法廷で初めて警察の職務怠慢が認定された事件であった。

## 事件の概要
2002年（平成14年）3月4日午前3時10分頃、神戸商船大学（現在の神戸大学海洋政策科学部）大学院に通っていた男性（当時27歳）が知人（当時31歳）を車で県営団地に送った際、山口組二次団体「西脇組」内「末原組」組長（当時38歳）と組長の交際相手のスナック経営者（当時35歳）と偶然目が合ってしまった。突然男は男性を殴り、男性が掛けていた眼鏡が飛び、男とそれを仲裁しようとした知人ともみ合いとなり、男性が警察へ通報した。しかし、男性の携帯電話を交際相手が取り上げ、さらに交際相手が末原組に連絡し組員を呼び寄せた。その後、組員3人（当時30歳、36歳、37歳）が駆けつけ、男性とその知人に殴る蹴るの暴行を加えた。さらに意識がほとんど無くなった男性とその知人を組員らは自分らの車の後部座席に押し込んだ。
警察への通報から16分後に神戸西警察署井吹台交番の巡査部長（当時47歳）と巡査（当時31歳）、神戸西警察署のパトカーから巡査部長（当時33歳）と巡査（当時29歳）の4名が駆けつけた。さらに通報から20分後に事件現場から一番近い有瀬交番から巡査部長（当時39歳）と巡査（当時27歳）が駆けつけた。男性の知人は意識が朦朧としたまま血だらけの状態で車から飛び出し、駆けつけた警官らに必死になって助けを求め、友人が車に乗せられているかもしれないと告げた。
しかし、警官らは男性の知人が血だらけであり組長や組員らにも血が付着しているという状態にもかかわらず、組員らの車のナンバーを控えるのみで組長や組員らの身体検査や車を検めず、組長らが後日出頭すると言う言葉を信じ、事件は解決したとその場を立ち去ってしまった。
なお、警察への通報は他に2件あったものの、警官が仮眠していたという理由から通報から到着が16分、最寄りからは20分掛かったと説明している。また、男性は母親と同居していたため、警官が母親に男性が帰宅しているか確認し、男性が帰宅していないことが判明したにもかかわらず通報の確認を怠っていた。さらには男性が押し込められた車の窓はスモークガラスでなかったため、目視で車内の確認をすれば男性の姿が分かるにもかかわらずそれも怠っていた。
警官が立ち去った後、組長と組員4人に組員1人（当時32歳）が加わり、計6人が2km離れた空き地に男性を連れ込み、男性の体を縛った上に殴る蹴るの暴行を加えた。失神した男性に水を掛けて意識を戻させさらに暴行を加えるなど拷問のような手口だった。男性は瀕死の状態で宝光芒川の浅瀬に放置され、翌日3月5日16時20分頃、遺体となって発見された。遺体の肋骨はほとんど折られ、右後頭部が割れクモ膜下出血で意識を失った形跡もあったが、死因は凍死だった。男性は組長らが立ち去ってから数時間生存していたと見られている。なお、リンチを行った後、組員（当時37歳）が有瀬交番に出頭するも1時間ほどの事情聴取を行っただけで帰してしまった。
男性の遺体発見から4日後の3月9日に組長らが逮捕、3月26日までに事件に関与した9人目が逮捕された。
なお、兵庫県警察は事件から1ヶ月後の4月4日に遺族に対して「捜査に不適切な点があり、申し訳ない。事件の全容解明に努めたい」と謝罪したが、警察内の処分が減給3ヶ月や訓戒など軽微な処分だったために苦情が殺到した。

## 刑事裁判

### 第一審・神戸地裁
2002年（平成14年）6月4日、神戸地裁（笹野明義裁判長）で初公判が開かれ、組長ら7人は「起訴事実中、共謀関係や殺意の発生時期などが明確でない」として罪状認否を留保した。同日の公判で組長は「殺すつもりはなかったが、殴る蹴るの暴力を振るい、放置したのは間違いない。遺族には大変申し訳ないことをした。組員には私が指示した」と述べた。
2002年（平成14年）8月20日、組長ら6人は罪状認否で「暴行はしたが、殺すつもりはなかった」と述べて殺意を否認、交際相手は「一度も暴行に加わっておらず、暴力団組長を助けようと思った」と述べて起訴事実を否認した。
2002年（平成14年）9月27日、検察側は男性が「ヤクザのおっちゃんが暴れてる。はよ来て」などと訴えて兵庫県警察に110番通報した際の録音テープを公開した。
2004年（平成16年）3月26日、論告求刑公判が開かれ、検察側は「残酷非道な犯行で殺意も明らか」として組長に無期懲役、他の組員ら6人に懲役10年から20年を求刑した。
2004年（平成16年）8月5日、神戸地裁（笹野明義裁判長）で判決公判が開かれ、裁判長は「極めて多数回で強度の暴行を加えているが、確定的な殺意があったとまでは認められず、未必的なものにとどまる」とした上で「駐車方法に言いがかりをつけ、八つ当たりしたのは明らかで、動機は極めて短絡的で自己中心的。暴力団内部の規範を優先した行動には全く酌量の余地はない」として組長に懲役20年、組員5人に懲役10年から14年、組長の交際相手に懲役3年、執行猶予4年の判決を言い渡した。神戸地検は組長と交際相手に対する判決を不服として控訴した。

### 控訴審・大阪高裁
2005年（平成17年）6月23日、大阪高裁（瀧川義道裁判長）は「犯行の発端は偶発的だが、刑事責任は重大」として組長に対する懲役20年の判決を支持、検察側と弁護側双方の控訴を棄却した。一方、組長の交際相手については「不当に軽すぎる」として一審判決を破棄、懲役3年の実刑判決を言い渡した。

### 刑事裁判終結
組長と交際相手は控訴審判決を不服として上告したが、組長は後に上告を取り下げたため、懲役20年の判決が確定した。交際相手については最高裁が上告を棄却する決定を出したため、懲役3年の実刑判決が確定した。この決定により一連の刑事裁判が終結した。

## 民事裁判

### 第一審・神戸地裁
2003年（平成15年）4月17日、遺族が兵庫県や組長ら7人を相手に1億3700万円の損害賠償訴訟を神戸地裁に提訴した。提訴にあたって、男性の母親は「事実関係を明らかにすることによって、息子の無念を晴らしてやりたい」として兵庫県警察の捜査ミスに関する事実関係を民事訴訟で明らかにする考えを示した。
2003年（平成15年）7月15日、神戸地裁（前坂光雄裁判長）で第1回口頭弁論が開かれ、兵庫県警察はそれまでとは一転して「組織的捜査をせずに漫然と放置した事実はない」として請求棄却を求めた。また、組長ら7人も「殺意はなかった」として請求棄却を求めた。
2004年（平成16年）12月22日、神戸地裁（村岡泰行裁判長）は「現場に急行せず、連れ去られた情報を共有しないなど警察官の行為は著しく不合理で違法」として兵庫県や組長ら7人に逸失利益など9736万円の損害賠償支払いを命じる判決を言い渡した。兵庫県は判決を不服として控訴した。

### 控訴審・大阪高裁
2005年（平成17年）5月24日、大阪高裁（松山恒昭裁判長）で控訴審第1回口頭弁論が開かれ、大阪高裁は「事件の重大性や原告の気持ちを考慮し、県は1日も早い民事上の被害回復を図ってはどうか。原告も紛争の早期解決の観点から話し合えないか」と原告と被告の双方に和解を勧告した。
2005年（平成17年）7月26日、大阪高裁（松山恒昭裁判長）は「警察は被害者を保護する義務を怠っており、組織としての対応のつたなさを如実に物語る」として一審・神戸地裁の判決を支持、兵庫県の控訴を棄却した。兵庫県は判決を不服として上告した。

### 上告審・最高裁第一小法廷
2006年（平成18年）1月19日、最高裁第一小法廷（横尾和子裁判長）は兵庫県の上告を棄却する決定を出したため、兵庫県と組長ら7人に逸失利益など9736万円の損害賠償支払いを命じた判決が確定した。

## 関連書籍
- 黒木昭雄 『神戸大学院生リンチ殺人事件-警察はなぜ凶行を止めなかったのか』 草思社 ISBN 4794215282
- 新潮45編集部 『殺戮者は二度わらう―放たれし業、跳梁跋扈の9事件』 新潮社 ISBN 4101239169